# Dama (Dogons)
Pour les articles homonymes, voir Dama.
Le dama est une cérémonie de lever de deuil, cérémonie très importante du culte des morts chez les Dogons.
Cette cérémonie est collective et concerne toutes les personnes décédées au cours des années précédentes. Le dama est organisé en principe tous les trois ans, mais cette période peut être portée à cinq ans. Les âmes sont appelées à rejoindre les ancêtres.
Le terme dama signifie « interdit » en langue dogon. Il a été traduit par « lever de deuil », puisque la cérémonie marque la fin des interdits liés à la mort d'un individu. Ces interdits concernent non seulement les proches de la personne décédée, mais aussi toute la communauté.
Au cours de la cérémonie qui dure trois jours, la Société Awa (société des masques), défile et danse dans le village. Cette cérémonie marque la fin du deuil.
Les trois jours s'organisent de la façon suivante. Le premier jour est le Warassegourou, jour de la rencontre entre les masques et les ancêtres. Le soir, les masques quittent leur lieu de la préparation et saluent tous les lieux sacrés du village. Le deuxième jour est le Gonou-Dinrou, journée exclusivement consacrée aux danses. Le troisième jour est le Guime-boro-boro ; cette journée de clôture de la cérémonie est réservée aux plus jeunes des initiés. Ils portent alors des masques noirs.